# Élie IV d'Antioche
Élie IV, né en 1914 et mort le 21 juin 1979, fut patriarche orthodoxe d'Antioche et de tout l'Orient du 25 septembre 1970 au 21 juin 1979.